# MPTP
Le MPTP (1-méthyl-4-phényl-1,2,3,6-tétrahydropyridine) est une neurotoxine qui provoque les symptômes permanents de la maladie de Parkinson en détruisant certains neurones dans la substantia nigra du cerveau. Il est utilisé pour étudier la maladie chez le singe.
Alors que le MPTP lui-même n'a pas d’effet opioïde, il est lié au MPPP, un opioïde de synthèse utilisé par les toxicomanes comme drogue récréative et qui a  des effets similaires à ceux de l’héroïne et de la morphine. Le MPTP peut être accidentellement produit au cours de la fabrication illicite de MPPP, et c'est de cette façon que ses effets inducteurs de la maladie de Parkinson ont d'abord été découverts.

## Toxicité

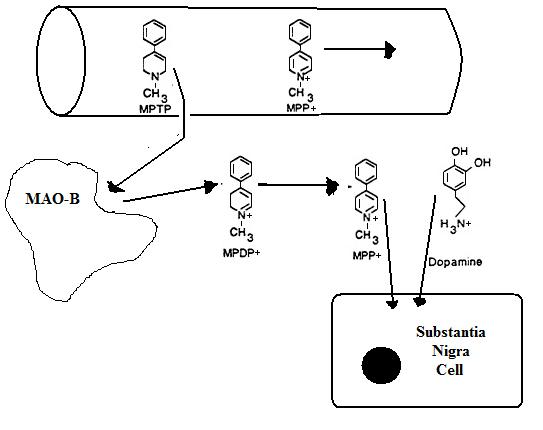
Métabolisme du MPTP d'un capillaire à une cellule de la substantia nigra.

L'injection de MPTP entraîne l'apparition rapide d’un syndrome parkinsonien, par conséquent les utilisateurs de MPPP contaminés par le MPTP développeront ces symptômes.
Le MPTP lui-même n'est pas toxique mais comme tout composé liposoluble il peut traverser la barrière hémato-encéphalique. Une fois à l'intérieur du cerveau, le MPTP est métabolisé en une substance toxique le 1-méthyl-4-phenylpyridinium (MPP +) par l'enzyme MAO-B des cellules gliales. Le MPP + détruit essentiellement les neurones dopaminergiques dans une partie du cerveau appelée la substantia nigra. Le MPP + interfère avec le complexe I de la chaîne respiratoire, un élément du métabolisme des mitochondries, ce qui conduit à la mort cellulaire et provoque l'accumulation de radicaux, des molécules toxiques qui contribuent ultérieurement à la destruction des cellules.
Le MPTP possède la capacité de détruire sélectivement les neurones dopaminergiques, apparemment grâce à une grande affinité d’absorption par les terminaisons nerveuses dans le processus normalement utilisé pour la recapture de la dopamine une fois qu'elle a été libérée dans la fente synaptique. Le transporteur de la dopamine entraîne le MPP + à l'intérieur de la cellule.
Il en résulte un épuisement des neurones dopaminergiques avec de graves répercussions sur le contrôle cortical, des mouvements complexes. La coordination des mouvements complexes est initiée par la substance noire au niveau du putamen et du noyau caudé qui envoie ensuite des signaux au reste du cerveau. Cette voie est contrôlée par les neurones dopaminergiques, qui sont détruits sélectivement par le MPTP, ce qui entraîne au fil du temps l’apparition d’un syndrome parkinsonien.
Le MPTP provoque un syndrome parkinsonien chez les primates, y compris l'homme. Les rongeurs sont beaucoup moins sensibles. Les rats sont presque à l'abri des effets négatifs du MPTP. Les souris souffrent de la destruction des cellules dans la substantia nigra (selon différents degrés en fonction de la souche de souris utilisée), mais ne présentent pas de symptômes parkinsoniens. On pense que le niveau plus faible de la MAO B dans les capillaires du cerveau des rongeurs peuvent être responsables de ce fait.

## Découverte chez les usagers de drogues illicites
La neurotoxicité du MPTP a été suspectée en 1976 lorsque Barry Kidston, un étudiant en chimie du Maryland âgé de 23 ans, s’est injecté du MPPP qu’il avait synthétisé de manière incorrecte. Il a été contaminé par le MPTP et, trois jours plus tard, il a commencé à développer les symptômes de la maladie de Parkinson. Le National Institute of Mental Health a trouvé des traces de MPTP et autres analogues de la mépéridine dans son laboratoire. Les substances ont été testées sur des rats mais, en raison de la tolérance des rongeurs pour ce type de neurotoxine, aucune action n'a été observée. La maladie de Parkinson de Kidston a été traitée avec succès avec la Levo-dopa, mais il est décédé 18 mois plus tard d'une overdose de cocaïne. Lors de l'autopsie, on a découvert une destruction des neurones dopaminergiques de la substance noire.
En 1982, un diagnostic de maladie de Parkinson a été fait sur sept personnes du Comté de Santa Clara en Californie qui avaient utilisé du MPPP contaminé par du MPTP.
Le neurologue William J. Langston (en), en collaboration avec le NIH, a impliqué le MPTP comme étant la cause de la maladie, après avoir étudié ses effets sur les primates.
Ainsi, il a finalement été en mesure de traiter avec succès les symptômes moteurs de trois des sept patients avec des greffes de cellules souches de neurones fœtaux (prélevés sur des fœtus humains avortés) en collaboration avec des spécialistes des neurosciences de l’hôpital de l’université de Lund en Suède.
Cette expérience a été racontée dans un livre qu’il a écrit, The Case of the Frozen Addicts, relatant cette quête d’un traitement et présentée plus tard dans deux séries télévisées produites par PBS.

## Contribution du MPTP à la recherche sur la maladie de Parkinson
En 1984, Langston et al. ont constaté que l'injection de MPTP chez le singe Saïmiri a entraîné un syndrome parkinsonien, symptômes qui ont par la suite été réduits par la lévodopa, qui est un précurseur d’un neurotransmetteur, la dopamine, et qui est actuellement le médicament de choix dans le traitement de la maladie de Parkinson. Les symptômes et les structures cérébrales dans la maladie de Parkinson induite par le MPTP sont pratiquement identiques à ceux de la véritable maladie de Parkinson au point que le MPTP peut être utilisé pour simuler la maladie en vue d'étudier en laboratoire la physiologie du Parkinson et d’expérimenter des traitements potentiels. Les études sur la souris ont montré que la sensibilité au MPTP augmente avec l'âge.
La connaissance du MPTP et son utilisation pour recréer un modèle expérimental fiable de la maladie de Parkinson a incité les scientifiques à étudier les possibilités d'une intervention chirurgicale remplaçant la perte des neurones par des implants de tissus fœtaux et de cellules souches ou la stimulation électrique cérébrale sous-thalamique, recherches qui toutes initialement ont fait preuve d’une réussite provisoire.
Il a été postulé que la maladie de Parkinson pourrait être provoquée par l’accumulation de faibles quantités de MPP + composées d’un apport exogène par ingestion ou par le biais d'expositions répétées, et que ces substances sont en concentration trop minime pour être détectées de manière significative par des études épidémiologiques.
En 2000, un autre modèle animal de la maladie de Parkinson a été découvert. Il a été démontré que la roténone, un pesticide et insecticide, provoquait la maladie de Parkinson chez le rat en détruisant des neurones dopaminergiques dans la substance noire. Comme MPP +, la roténone interfère également avec le complexe I de la chaîne respiratoire des mitochondries.

## Synthèse et utilisations
Le MPTP a été synthétisé pour la première fois comme analgésique en 1947 par Ziering et al. Il peut être formé par le mélange de formaldéhyde, de méthylamine et d’α-méthylstyrène.
Il a été expérimenté pour le traitement de diverses affections, mais les essais ont été interrompus lorsque des manifestations semblables aux symptômes de la maladie de Parkinson ont été constatées chez le singe. Dans un essai de la substance, deux des six sujets humains sont décédés.
Le MPTP est utilisé dans l'industrie comme intermédiaire de synthèse, le chlorure du métabolite toxique MPP + a été transformé en herbicide pour produire le Cyperquat, substance proche du paraquat, actuellement largement utilisé en agriculture.